# Ferrybridge
Ferrybridge ist eine Gemeinde im Borough City of Wakefield der englischen Grafschaft West Yorkshire. Sie besaß 2001 gemäß Volkszählung insgesamt 1.491 Einwohner. An dieser Stelle existierte ein historisch bedeutender Übergang über den Fluss Aire.

## Geschichte
Die Geschichte von Ferrybridge und ihres Nachbarn lässt sich bis zu den Anfängen angelsächsischer Besiedlung entlang dieser Strecke des Flusses Aire verfolgen. Die zurückliegende Siedlungsgeschichte von Ferrybridge und Knottingley sind eng miteinander verbunden und brachten Glasbläserei, Schiffsbauerei, Bierbrauerei und Töpferei in die Region.
Geologisch besitzen Ferrybridge und Knottingley einen nährstoffreichen Boden, der auf einem Bett von magnesiumhaltigem Kalkstein liegt.
Ein archäologischer Fund bei Ferrybridge ist der Ferrybridge Henge, ein prähistorisches rituales Monument, das sich auf die Jungsteinzeit, dem Neolithikum, zurückdatieren lässt und in der Zeit von 4500 bis 1500 vor Christus errichtet wurde. Ferrybridge Henge ist eines der ältesten Denkmäler in dieser Region, in dessen Nähe auch ein 2.400 Jahre altes Grab   entdeckt wurde.
Ferrybridge steht am Kreuzungspunkt der großen Nordstraße und der in 1198 erbauten Brücke über den Fluss Aire. Die ersten Erwähnungen von Ferrybridge handelten von der Errichtung dieser Brücke. Die Brücke wurde Ende des 14. Jahrhunderts mit sieben Pfeilern erneuert und einer Gesangskapelle an einem Ende erneuert. Bis 1810 war eine Gebühr fällig, um die Brücke überschreiten zu können.
Im März 1461 am Vorabend der Schlacht endete in der Nähe von Towton ein Zusammenstoß zwischen Haus Lancaster und York mit dem Sieg von Lancaster und dem Tod Lord Fitzwalter, der York anführte. Dieser Zusammenstoß ist auch als Schlacht bei Ferrybridge bekannt.

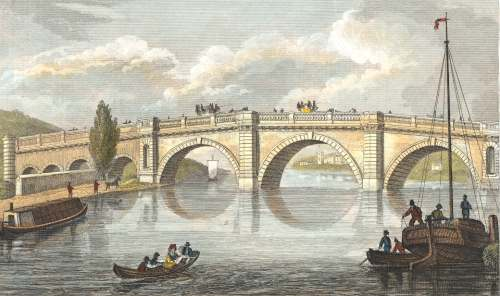
Neue Brücke über den Fluss Aire bei Ferrybridge

Gegen Ende des 17. Jahrhunderts wurde Knottingley ein wichtiger Inlandshafen im West Riding, da der Fluss Aire aufwärts nicht mehr befahrbar war. Der Kanalbau des Calder Navigation Kanal am Aire ließ die Bedeutung von Knottingley als Inlandshafen sinken, war es doch mit Kähnen nunmehr möglich flussaufwärts bis nach Leeds zu fahren. Der Bau wurde durch Beschluss des Parlaments 1699 veranlasst und gilt als einer der ersten verkehrspolitischen Entschlüsse des Parlamentes.
Ein neuer Kanal wurde 1820 genehmigt. Das Zentrum von Knottingley teilend, wurde der neue Aire und der Calder Navigation Kanal 1826 erneuert und verband den neuen Hafen von Goole mit dem Fluss Aire bei Ferrybridge. Die Sperre bei Ferrybridge wurde am 20. Juli 1826 um 10:00 Uhr geöffnet.
Gegen Ende der industriellen Revolution wurde Ferrybridge ein Zentrum der Glasproduktion und war mit einem eigenen Bahnhof an der Bahnstrecke gut angebunden.

## Ferrybridge-Kraftwerke
Ferrybridge war bzw. ist Standort folgender Kraftwerke:

### Ferrybridge A
Das Kohlekraftwerk wurde 1926–27 gebaut und war bis 1976 in Betrieb. Es leistete zuletzt 125 MW. Bei der Außerbetriebnahme wurde der Schornstein abgebaut, die Gebäude werden weiterhin als Büros und Werkstätten benutzt.

### Ferrybridge B
Dieses Kohlekraftwerk ging 1957 mit einer Nennleistung von 300 MW in Betrieb. Es wurde 1992 stillgelegt und vollkommen abgebaut.

### Ferrybridge C

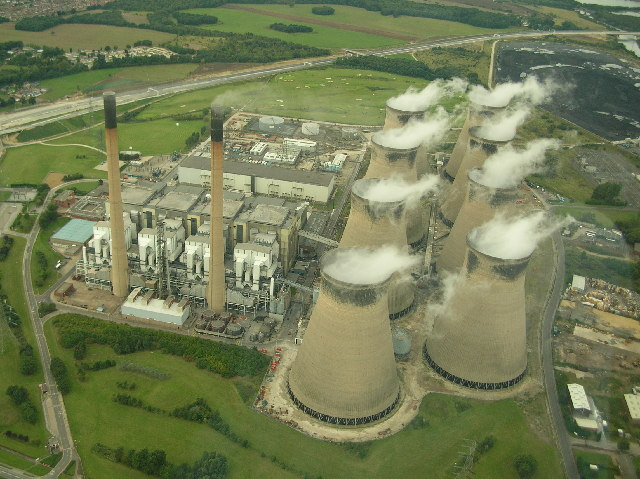
Ferrybridge C (Luftbild von 2005)

Baubeginn für das dritte Kohlekraftwerk war 1962. Der erste Block ging 1966 ans Netz, 1968 war das gesamte Kraftwerk fertiggestellt. Es besteht aus vier Blöcken mit einer Leistung von jeweils 500 MW, dazu besaß es noch zwei Gasturbinen. Die Gesamtleistung betrug 2.034 MW. Es stand am Knotenpunkt der Autobahn M62 und der Fernstraße A1; mit seinen acht großen Kühltürmen fiel es schon von Weitem auf.
Während der Bauphase, am 1. November 1965, kollabierten drei der acht Kühltürme bei starkem Wind, die übrigen wurden ebenfalls beschädigt. Die Windlast an sich hätten die Türme zwar ausgehalten, doch erzeugte der Luftstrom an den dichtstehenden Türmen so starke Wirbel, dass die Wände infolge der Schwingungen brachen. Die Türme wurden verstärkt wieder aufgebaut.
Die zwei Schornsteine sind 198 Meter hoch, die Kühltürme jeweils 115 Meter.
In den Jahren 2005–2009 wurden die Blöcke 3 und 4 mit Entschwefelungsanlagen ausgestattet, um den Betriebsvorschriften zu entsprechen. Im Dezember 2013 beschloss man, das Kraftwerk spätestens 2023 außer Betrieb zu nehmen, um die Richtlinie 2010/75/EU über Industrieemissionen nicht umsetzen zu müssen.
Die Blöcke 1 und 2 wurden ohne Entschwefelung bis zum 28. März 2014 weiterbetrieben und dann stillgelegt.
Am 31. Juli 2014 kam es zu einem Brand in Block 4, der Block 3 in Mitleidenschaft zog; beide Blöcke konnten zunächst nicht weiterbetrieben werden. Am 19. Mai 2015 gab der Betreiber bekannt, das Kraftwerk zum 31. März 2016 vollständig zu schließen, da ein wirtschaftlicher Betrieb nach den Brandschäden nicht mehr möglich sei.
Im Zuge des Rückbaues wurde Kühlturm 6 am 28. Juli 2019 kontrolliert zum Einsturz gebracht, vier weitere am 13. Oktober 2019. Die übrigen drei Türme sollten zunächst für den Nachfolgebetrieb erhalten bleiben, wurden jedoch am Abend des 17. März 2022 ebenfalls gesprengt. Die zwei Schornsteine wurden bereits gemeinsam mit dem Kesselgebäude am 22. August 2021 zu Fall gebracht, so dass von Ferrybridge C kein Bauwerk mehr besteht.

### Ferrybridge Multifuel
Seit 2011 wird am Standort von Ferrybridge C ein Mehrstoffkraftwerk („Multifuel“) errichtet, das mit Biomasse, Altholz und Abfall befeuert werden kann und 68 MW leistet. 2013 begannen die Bauarbeiten für ein zweites Multifuel-Kraftwerk (FM2) nördlich davon, geplant ist hierfür eine Nennleistung von 90 MW.